# St. Kamillus (Essen-Heidhausen)

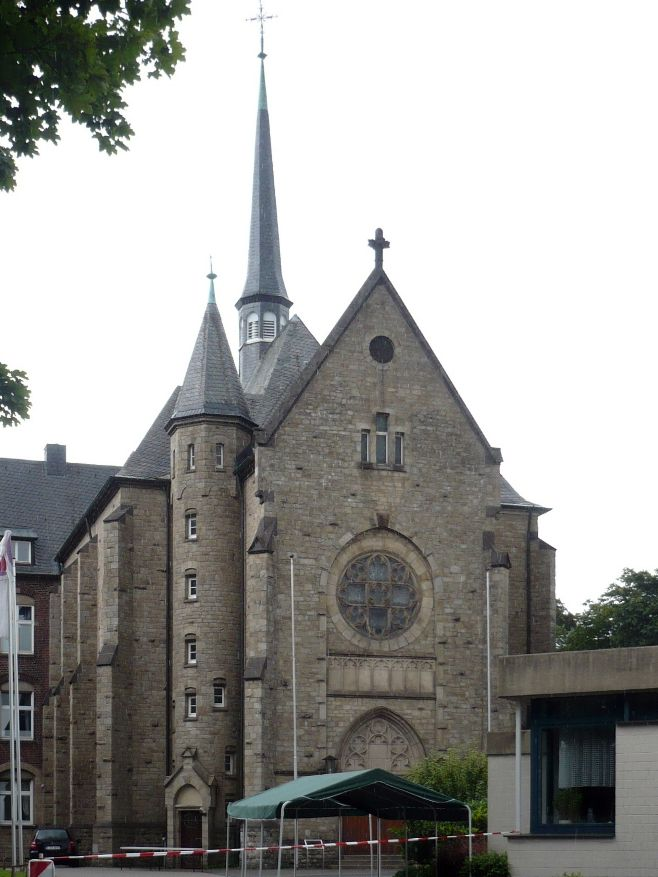
St. Kamillus Essen-Heidhausen (2008)

Die von Kamillianern errichtete Kirche St. Kamillus wurde von 1900 bis 1901 gebaut und steht im Essener Stadtteil Heidhausen. Sie grenzt direkt an das Kamillushaus, eine Suchtklinik. Ursprünglich eine Klosterkirche diente sie bis 2008 als Pfarrkirche der eigenständigen Pfarrei St. Kamillus und ist seitdem Gemeindekirche der Propsteipfarrei St. Ludgerus in Werden.

## Geschichte und Architektur

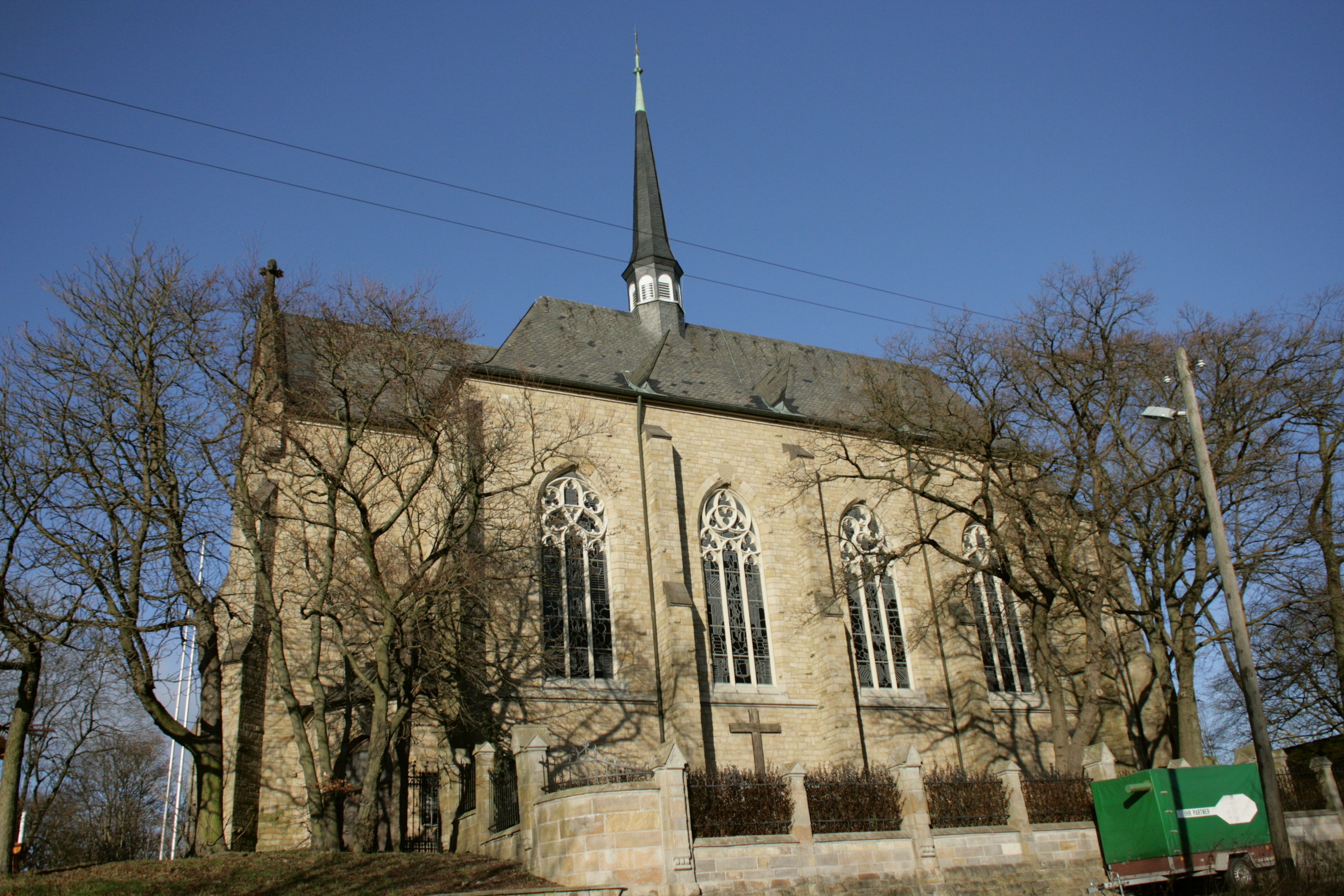
St. Kamillus Essen-Heidhausen (2009)

Die Kirche entwarf der Aachener Architekt Peter Aßheuer. Gleichzeitig wurde eine neue Niederlassung für die Kamillianer geschaffen, die unmittelbar neben dem Gotteshaus ein Krankenhaus für alkoholabhängige Männer gegründeten und welches bis heute existent ist. Seit den frühen 1920er-Jahren dient St. Kamillus der neu entstandenen Rektoratsgemeinde für die Pfarrseelsorge.
Die Hallenkirche hat drei von schlanken Säulen getrennte Schiffe. Die äußeren Schiffe sind halb so breit, wie das mittlere. Ein Querhaus gibt es nicht. Der Chor besitzt 5/8-Apsis. Er wurde einseitig angebaut und ist vom Kamillushaus über ein Oratorium zu erreichen. Die gotisierenden Fenstermaßwerke sind aus Beton. Nikolaus Bette schuf im Jahr 1974 die künstlerische Verglasung des Gotteshauses und 1995 das historisierende farbliche Erscheinungsbild des Inneren. Im gleichen Jahr gestaltete Michael Stratmann die verglaste Eisentüranlage mit einer kunsthandwerklichen Qualität. Die pneumatisch gebaute Walcker-Orgel aus 1901 wurde 1996 komplett restauriert.
Die Kirche erhielt im Sommer 1986 ihren Denkmalschutz-Status.

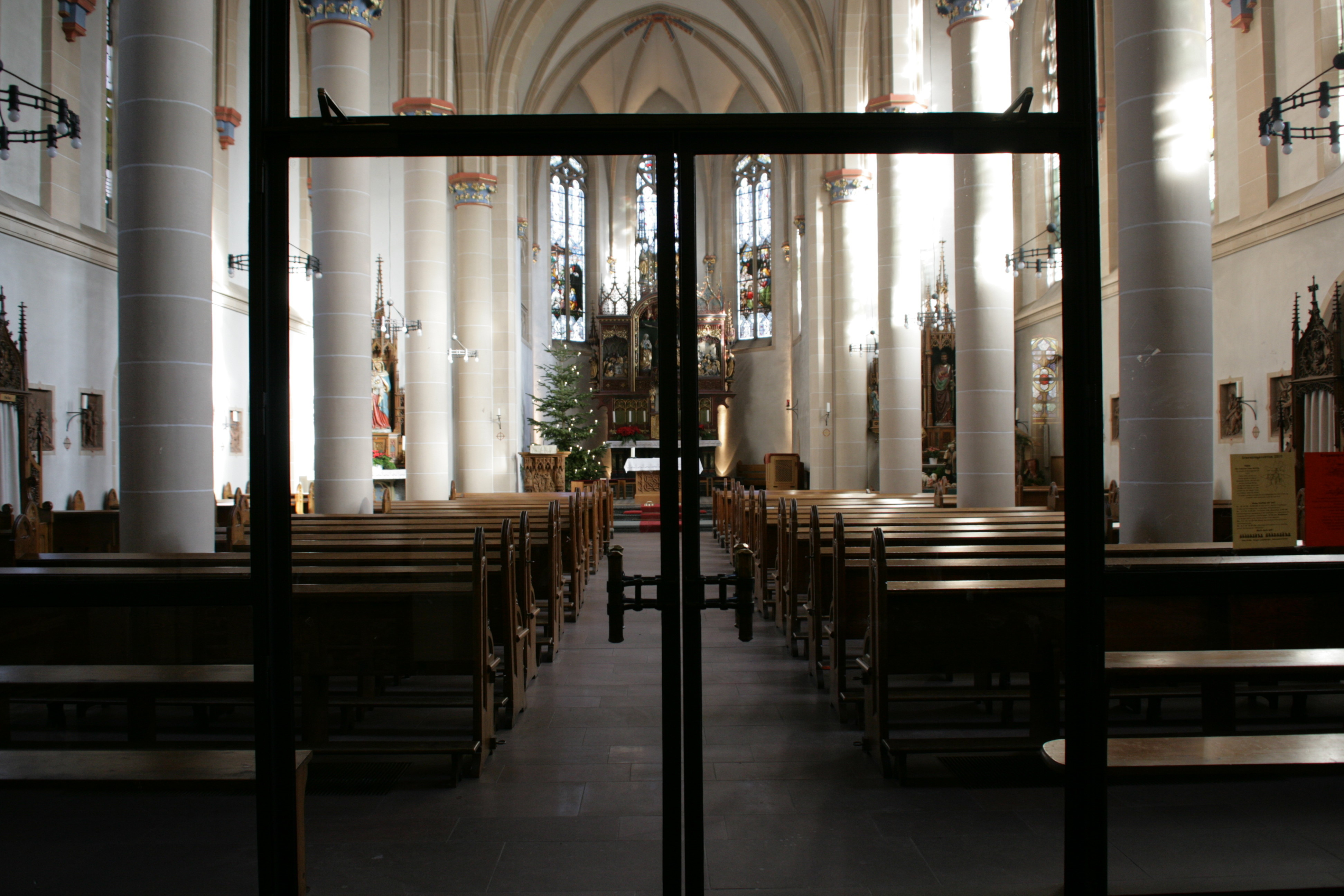
Verglaste Eisentüranlage
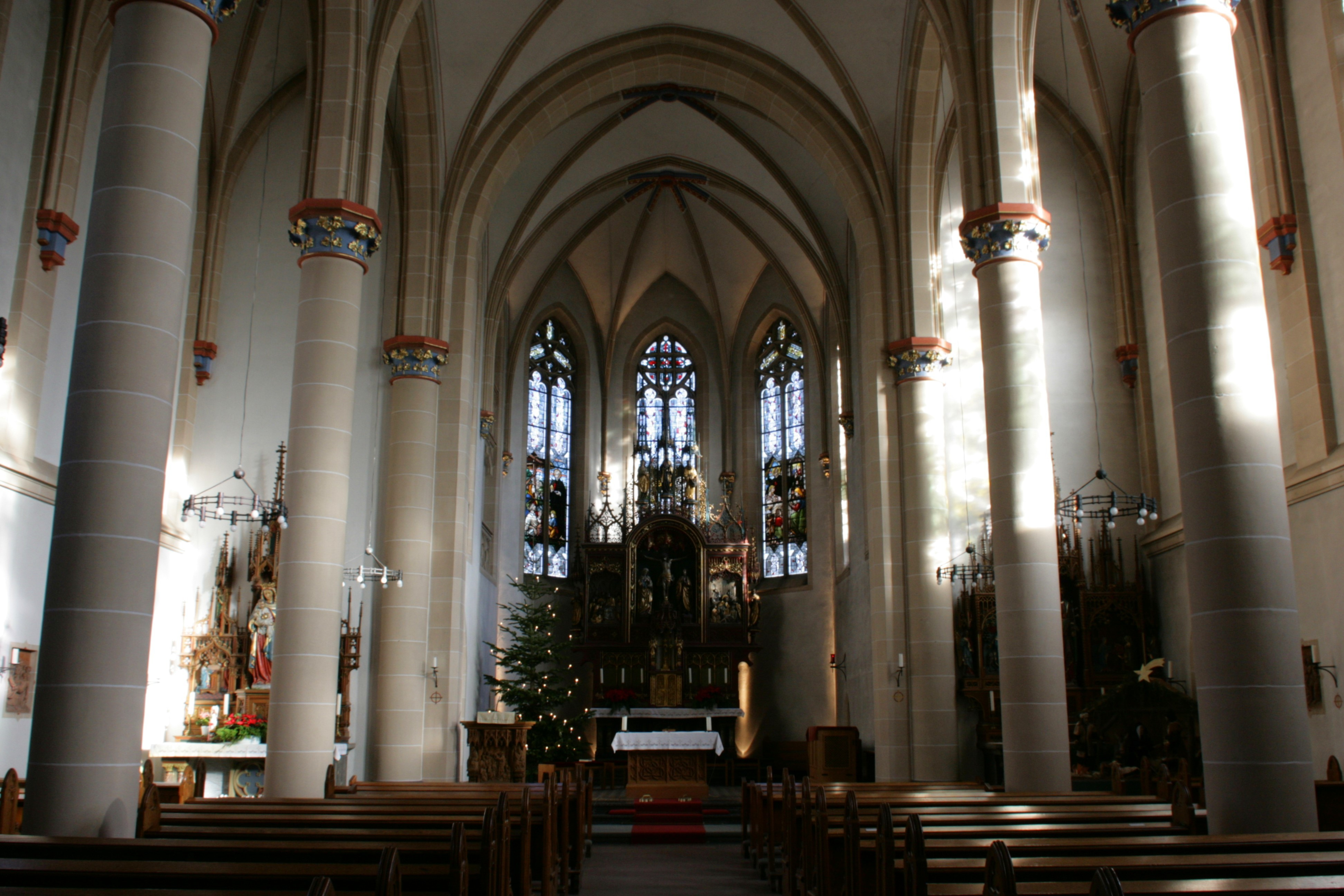
Blick auf den Chor
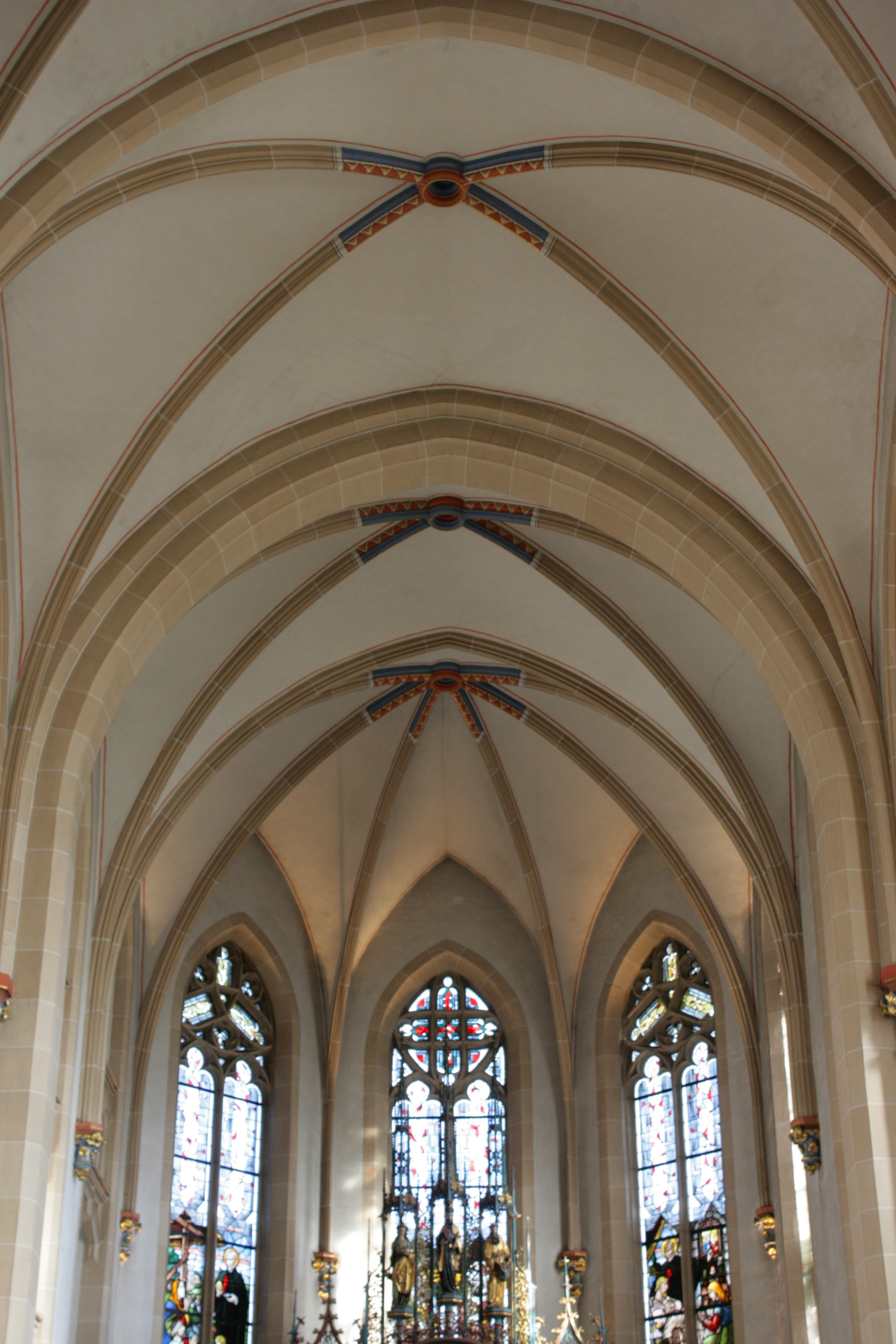
Kreuzrippengewölbe
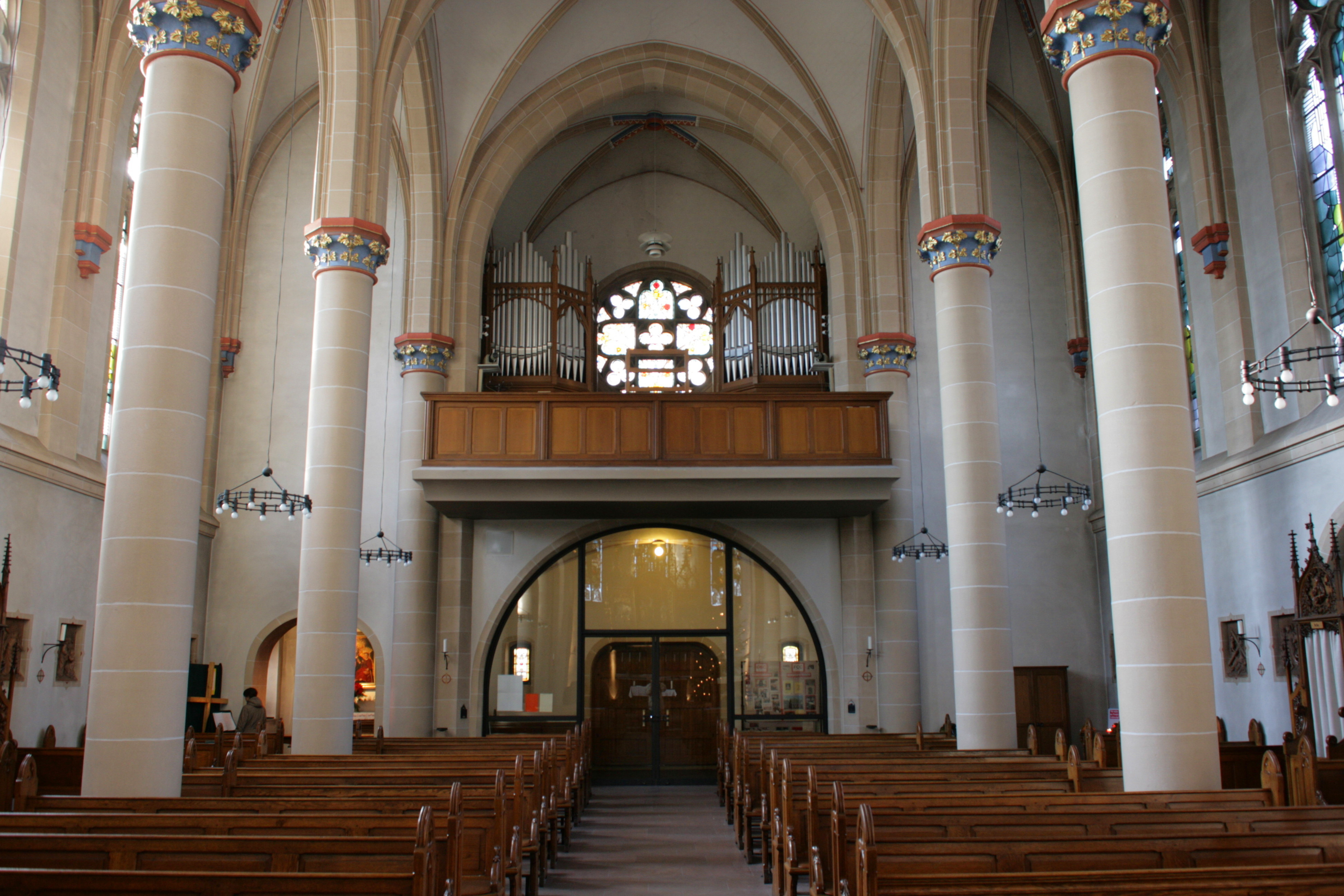
Blick zur Orgel
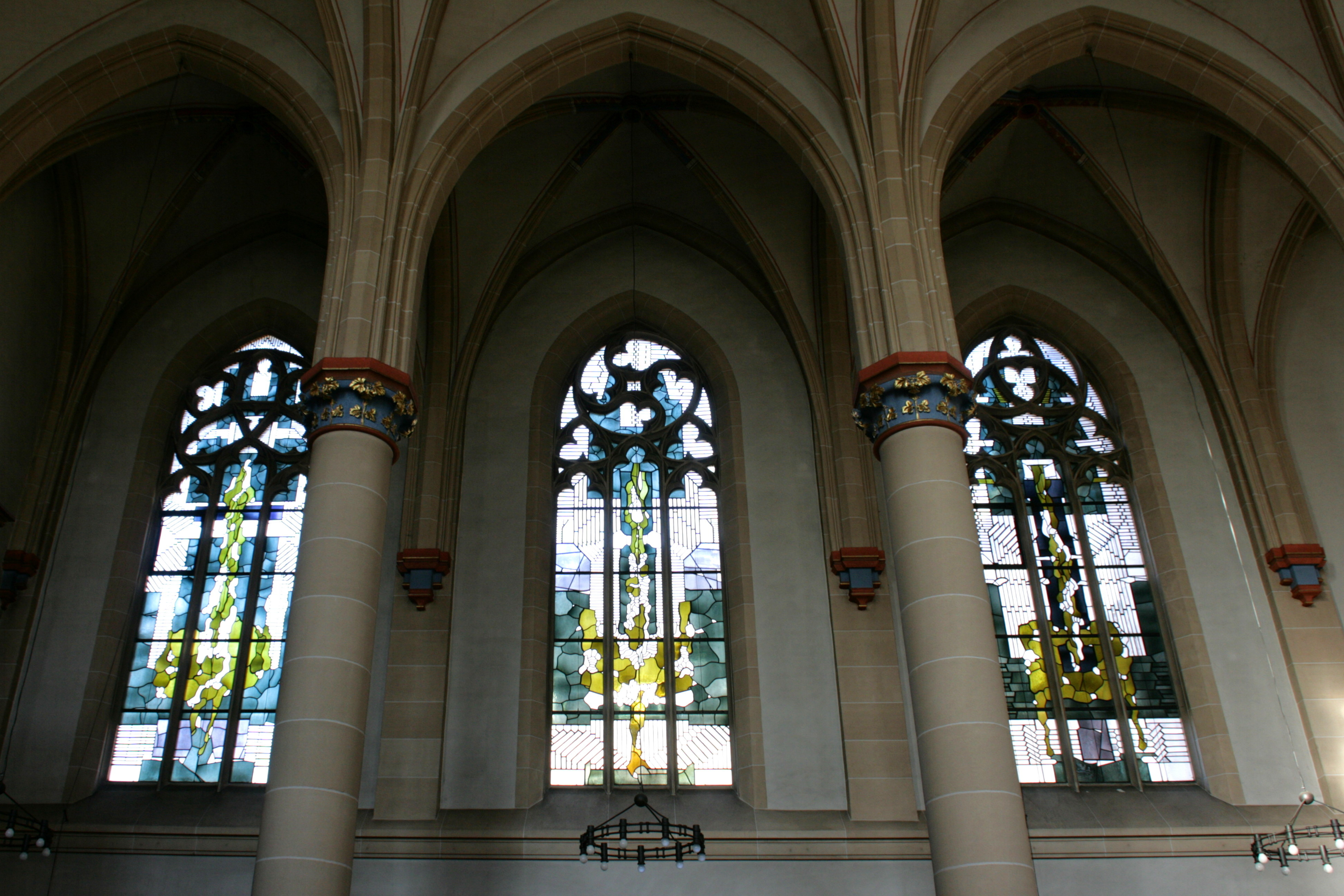
Glasfenster
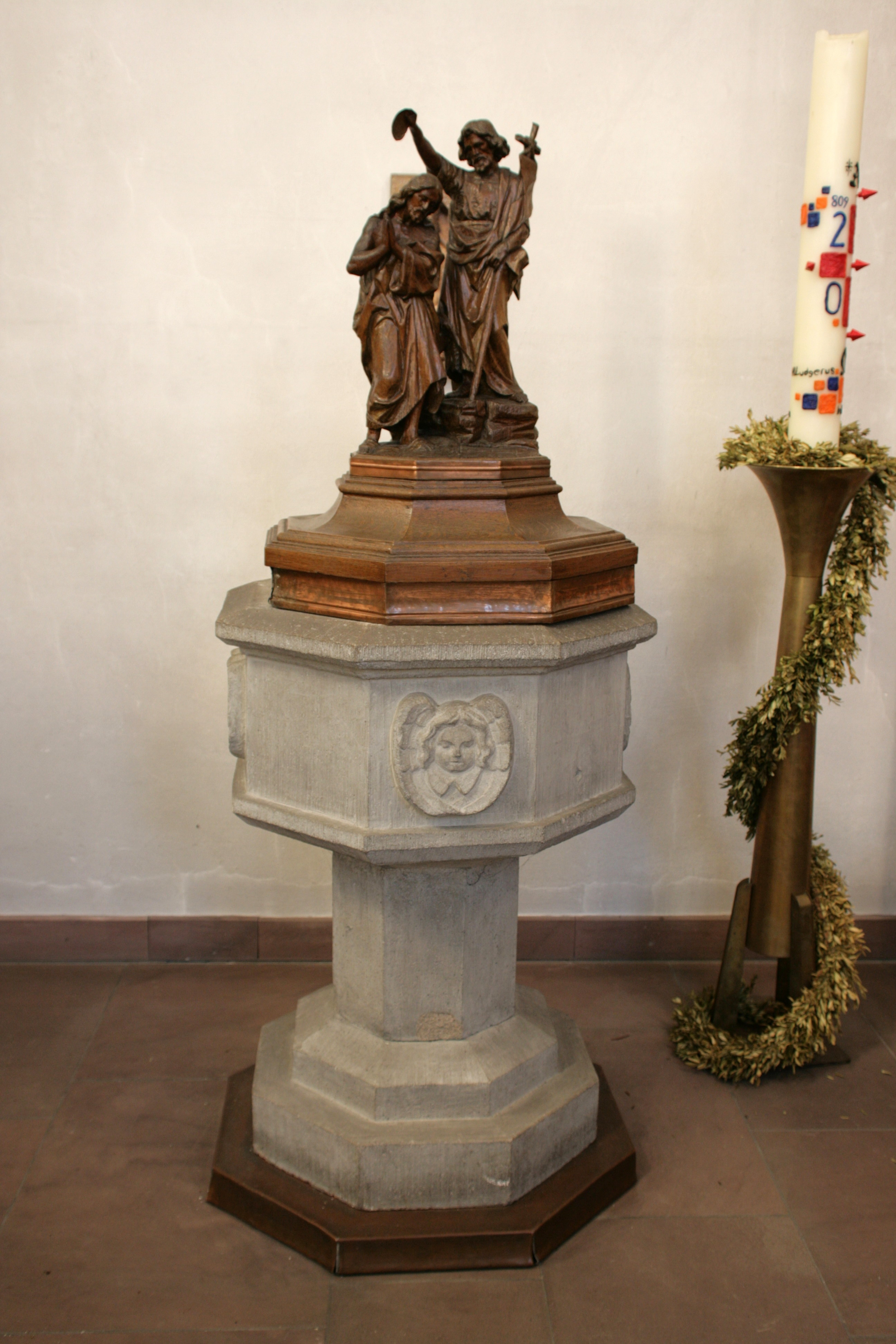
Taufstein

## Glocken

### Ältere Glocken
In ihrer Entstehungsphase erhielt St. Kamillus drei Glocken. Zwei davon wurden durch Kriegseinwirkungen vernichtet.
| Nr. | Durchmesser (mm) | Masse (kg, ca.) | Schlagton (HT-1/16) | Gießer                                            | Gussjahr | Durch Kriegseinwirkung vernichtet |
| 1   | 620              | 165             | f′′                 | Karl (I) Otto, Fa. F. Otto, Hemelingen bei Bremen | 1901     | Ja                                |
| 2   | 550              | 116             | g′′                 | Karl (I) Otto, Fa. F. Otto, Hemelingen bei Bremen | 1901     | Ja                                |
| 3   | 480              | 80              | a′′                 | Karl (I) Otto, Fa. F. Otto, Hemelingen bei Bremen | 1901     | Nein                              |

### Neuere Glocken
In 1950 bekam die Kirche drei neue Bronze-Glocken aus Gescher.
Das Motiv dieser Glocken ist Pater noster.
| Nr. | Durchmesser (mm) | Masse (kg, ca.) | Schlagton (HT-1/16) | Gießer                                                                   | Gussjahr |
| 1   | 550              | 100             | f′                  | Hans Georg Hermann Maria Hüesker, Firma Petit & Gebr. Edelbrock, Gescher | 1950     |
| 2   | 500              | 77              | g′                  | Hans Georg Hermann Maria Hüesker, Firma Petit & Gebr. Edelbrock, Gescher | 1950     |
| 3   | 430              | 50              | a′                  | Hans Georg Hermann Maria Hüesker, Firma Petit & Gebr. Edelbrock, Gescher | 1950     |